# Psiloglonium colihuae
Psiloglonium colihuae är en svampart som först beskrevs av Lorenzo & Messuti, och fick sitt nu gällande namn av E. Boehm & C.L. Schoch 2009. Psiloglonium colihuae ingår i släktet Psiloglonium och familjen Hysteriaceae.   Inga underarter finns listade i Catalogue of Life.